# Deposito locomotive di Wolsztyn

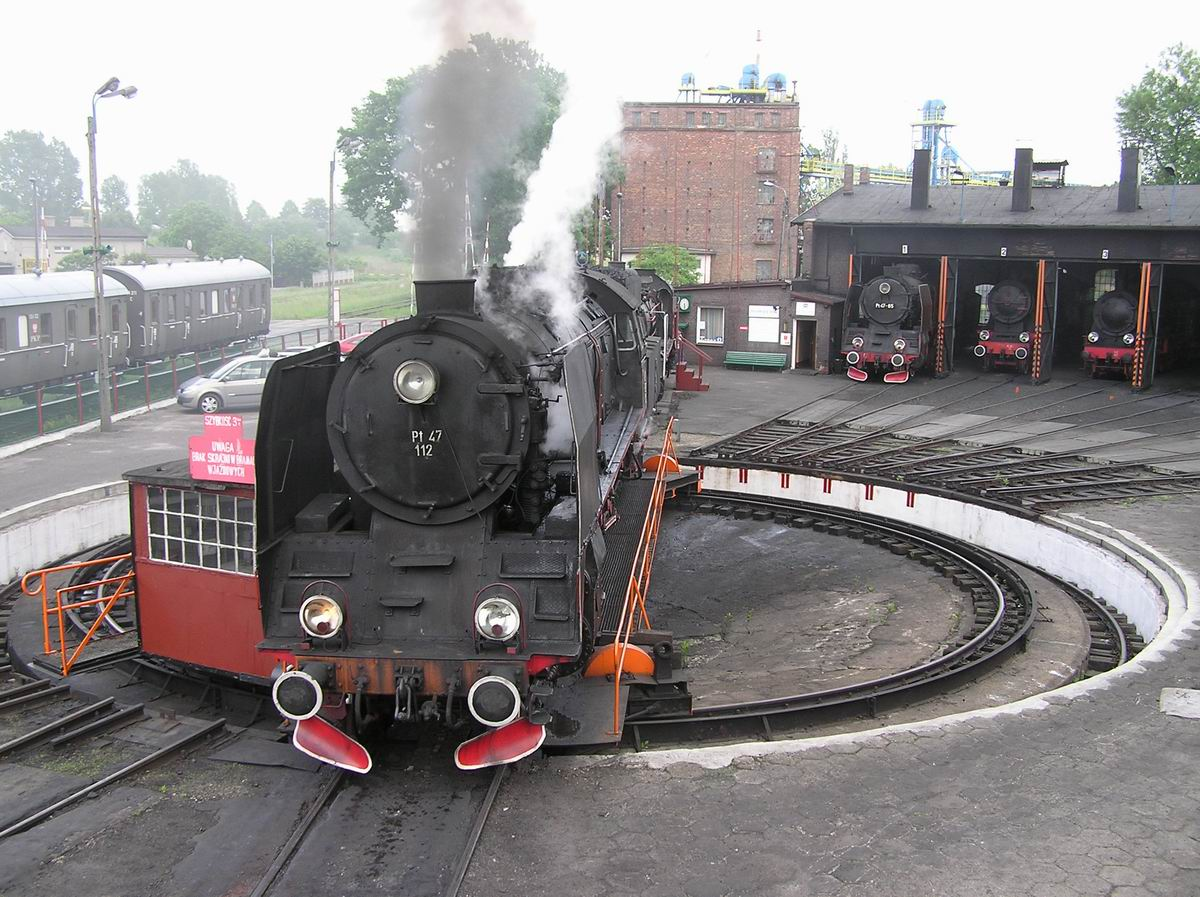
Il deposito di Wolsztyn

Il deposito locomotive di Wolsztyn è un deposito ferroviario e un monumento storico risalente al XX secolo presente nella città di Wolsztyn, nel voivodato della Grande Polonia, in Polonia. La sua costruzione risale al periodo 1907-1909. Il deposito è stato ammodernato e ringrandito nel 1909. È l'unico deposito di locomotive a vapore tuttora attivo e funzionante in tutta l'Europa.